# Сандалка (приток Суны)
Сандалка — река в России, протекает по территории Кондопожского района Карелия. Исток реки озеро Сандал, устье реки находится в 23 км по левому берегу Суны. Длина реки — 14 км, площадь водосборного бассейна — 71,3 км².

## Данные водного реестра
По данным государственного водного реестра России относится к Балтийскому бассейновому округу, водохозяйственный участок реки — Свирь (включая реки бассейна Онежского озера), речной подбассейн реки — Свирь (включая реки бассейна Онежского озера). Относится к речному бассейну реки Нева (включая бассейны рек Онежского и Ладожского озера).